# Zamek w Mirosławcu
Zamek w Mirosławcu – zamek rycerski w Mirosławcu znajdujący się obecnie w stanie ruiny. Został wzniesiony w XIV wieku przez ród Wedlów. Na początku XVIII stulecia został zniszczony przez pożar. Zachowały się niewielkie resztki murów przyziemia.

## Zamek
Na początku wieku XIV rodzina von Wedel zbudowała w Mirosławcu zamek rycerski. W 1576 roku, Jerzy von Wedel, ostatni po mieczu Wedel z Mirosławca przekazał majątek zięciowi Henrykowi von Blankenburg (1545–1610), który wziął ślub z Elżbietą von Wedel z linii Wedlów Frydlandzkich (zwanych w ten sposób od nazwy ich głównej posiadłości w Mirosławcu). Elżbieta wniosła mężowi w wianie całe miasto, zamek i majątek ziemski. Zmarła w 1589 roku, pozostawiając syna Dionizego jako dziedzica majątku. Zamek ten spłonął 9 maja 1719 roku. Zamek przez wiele lat pozostawał opuszczony i nie zamieszkały, natomiast  teren oddany został w dzierżawę mirosławskim  mieszczanom.

## Pałac
Inicjatorem i inwestorem budowy nowej siedziby rodu w Mirosławcu w postaci barokowego pałacu był major Dionizy Jerzy Joachim. Ożenił się w 1726 roku z Charlottą Luisą hrabiną von Schwerin (1672–1748). Kilka lat po ślubie zlecił on wykonanie projektu nowej siedziby w majątku rodowym, która była inspirowana realizacjami holenderskimi powstającymi od połowy XVII wieku. Budowa trwała od 1731 roku do 1738 roku. Po śmierci Dionizego Jerzego i jego żony zmarłej w 1748 roku, majątek przejął kuzyn – Fryderyk Wilhelm Johann (1746–1777), po nim zaś dziedziczył Dionizy Johannes Carolus (1777–1836), na którym skończyła się linia Blankenburgów z Mirosławca. Po 1836 roku, majątek przeszedł na własność rodu von Goltz, a w 1894 roku był własnością Maxa Krugera. Już od lat siedemdziesiątych XIX wieku, pałac nie był zamieszkały. Spalił się w 1890 roku. Przed I wojną światową wykonano projekt odbudowy pałacu, lecz go nie zrealizowano. Po II wojnie światowej ruina pałacu niszczała, a park został  rozparcelowany. Zadrzewione fragmenty, we wschodniej części, przejęły Lasy Państwowe na początku lat osiemdziesiątych od Państwowego Funduszu Ziemi (PFZ).  
Pałac w formie ruiny stał jeszcze do lat sześćdziesiątych XX wieku i wówczas mury naziemne rozebrano. 
Istnienie zamku w tym miejscu potwierdziły badania archeologiczne prowadzone w sezonie 2015–2016.